# 陳仙洲
陳仙洲 (1864年-1951年)，生於上海，籍貫廣東省佛山市丹灶鎮仙崗村。曾為漢口買辦商人，通書法。1938年曾捐30万元购买捐出战机抗日。